# Zwischenfall in Hebron am 24. März 2016
Der Zwischenfall in Hebron am 24. März 2016 ereignete sich im Stadtteil Tel Rumeida von Hebron im Westjordanland vor dem Hintergrund des israelisch-palästinensischen Konflikts zum Höhepunkt der „Messer-Intifada“. Bei dem Vorfall wurde ein palästinensischer Attentäter, nachdem seine Messerattacke auf einen israelischen Soldaten abgewendet worden war und als er bereits seit elf Minuten schwer verletzt am Boden lag, von einem hinzugekommenen israelischen Soldaten erschossen. Der verantwortliche Soldat wurde von einem Militärgericht wegen Totschlags zu einer später reduzierten Gefängnisstrafe verurteilt, von der er bis zu seiner vorzeitigen Entlassung rund neun Monate verbüßte. Das Ereignis löste in Israel und der Weltöffentlichkeit heftige Diskussionen aus.

## Geschehen

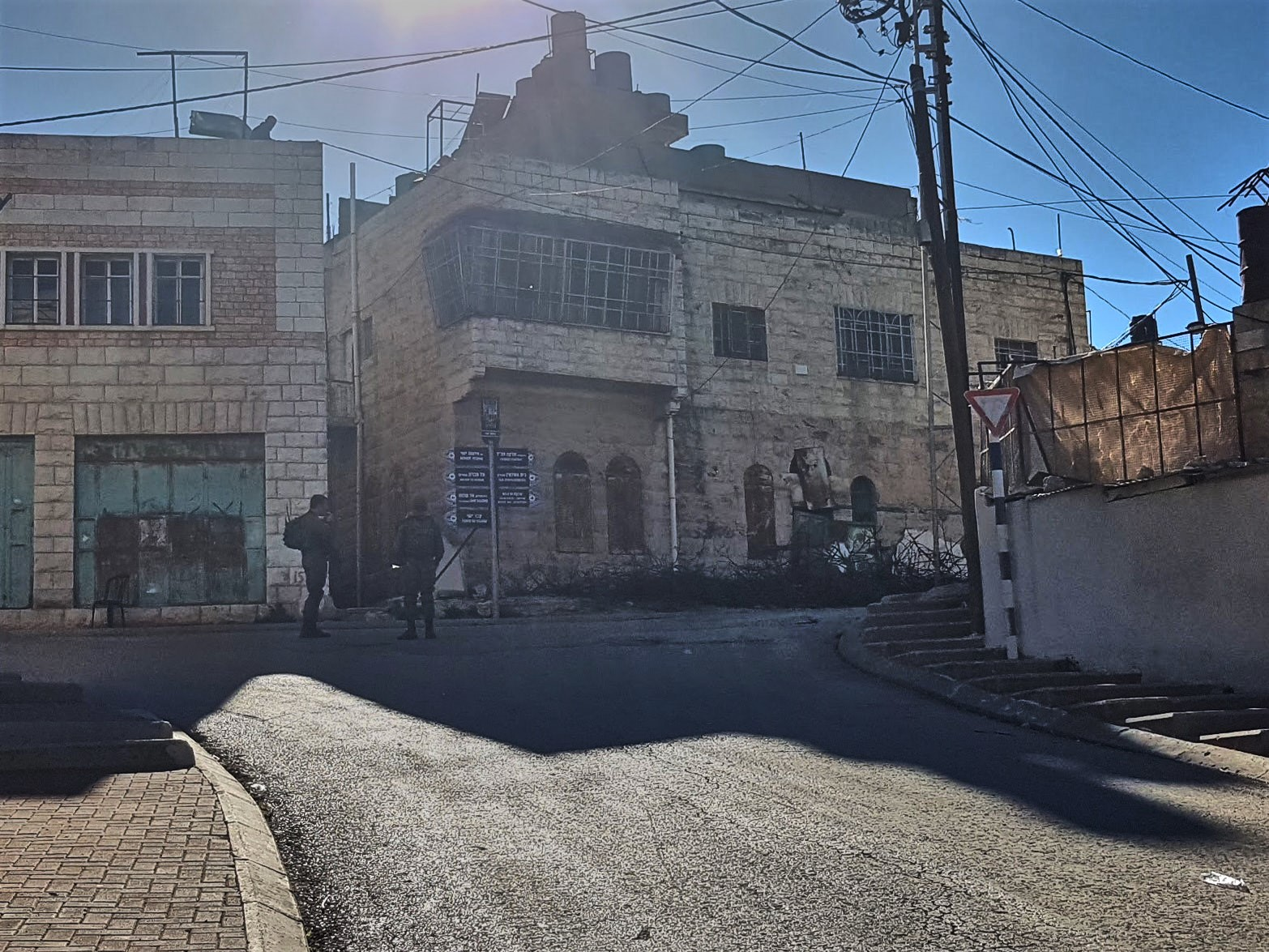
Tatort (2017)

Zwei Palästinenser stachen nach Angaben der israelischen Behörden an einer Straßenmündung auf einen dort patrouillierenden israelischen Soldaten ein und verletzten ihn. Daraufhin wurden die beiden mutmaßlichen Attentäter angeschossen und waren kampfunfähig. Der hinzugerufene Sanitätssoldat Elor Azaria versorgte seinen verletzten Kameraden. Nach dem Abtransport des Verletzten tötete er einen der beiden am Boden liegenden Palästinenser, den 21-jährigen Abdel Fattah al-Sharif, um 8.29 Uhr Ortszeit mit einem Kopfschuss aus wenigen Metern Entfernung. Die Messerattacke lag zu diesem Zeitpunkt elf Minuten zurück. Ein Nachbar filmte das Geschehen vom Dach eines nahegelegenen Hauses. Das Video wurde von der israelischen Menschenrechtsorganisation B’Tselem veröffentlicht und führte zu einer öffentlichen Debatte.
Der zweite mutmaßliche Angreifer, Ramzi al-Qasrawi, war zum Zeitpunkt der Erschießung Sharifs bereits tot. Palästinensische Anwohner gaben im Rahmen einer späteren B’Tselem-Recherche an, dass auch er vor ihren Augen von einem israelischen Soldaten erschossen worden sei, als er bereits wehrlos am Boden lag. Diese Darstellung, für die keine Videobeweise vorlagen, wurde von der israelischen Armee zurückgewiesen.

## Ermittlungen
Der Sanitätssoldat, dessen Identität zuerst nicht bekannt gegeben werden durfte, wurde noch vor der Veröffentlichung des Videos festgenommen. Nach Konsultation mit einem Anwalt berief sich Azaria auf Notwehr, weil er einen Sprengstoffgürtel an dem Palästinenser vermutet habe. Am 1. April 2016 wurde er in offene Haft entlassen.
Am 18. April 2016 wurde die Identität des 18-jährigen Sergeanten Elor Azaria öffentlich gemacht, und es wurde Anklage wegen Totschlags erhoben.
Bei der Autopsie, die in Anwesenheit eines palästinensischen Gerichtsmediziners stattfand, wurde festgestellt, dass al-Sharif an dem Kopfschuss gestorben war; die ersten Schüsse in einen Arm, Schulter, Bauch und die unteren Körperteile waren nicht tödlich.
In den Ermittlungen stellte sich auch heraus, dass der als rechtsextrem bekannte Rettungsfahrer Ofer Ohana aus der Siedlung Kirjat Arba, der kurz nach dem Angriff am Ort eingetroffen war, nicht nur filmte und die Soldaten aufstachelte, sondern auch ein Messer näher an den Körper des toten al-Sharif trat, wodurch der Eindruck entstand, es wäre in dessen Reichweite gewesen. Er löste auch erst mit seinen Ausruf „Der Hund bewegt sich!“ die Aktion Azarias aus. Beim späteren Prozess enthielt er sich weitgehend der Aussage, um sich nicht selbst zu belasten.

## Strafverfahren

### 1. Instanz
Das Gerichtsverfahren gegen Elor Azaria wurde am 9. Mai 2016 vor dem Militärgericht in Jaffa eröffnet. Von Anfang an beklagten sich seine Anwälte, dass der Soldat unfair behandelt würde, da es in ähnlichen Fällen davor nur ein Disziplinarverfahren gegeben hätte. Es war tatsächlich das erste gegen einen Soldaten eröffnete Verfahren wegen Totschlags seit 2004, als der Beduine Taysir al-Heib wegen der Tötung des britischen Aktivisten Tom Hurndall zu acht Jahren Gefängnis verurteilt worden war.
Die Verhandlung fand daher hohe Aufmerksamkeit in Israel und den palästinensischen Autonomiegebieten. Azarias Kommandeur, Major Tom Naaman, sagte vor Gericht aus, dass von al-Sharif keine Gefahr mehr ausgegangen sei und es für die Erschießung keine Rechtfertigung gegeben habe.
Am 24. Juli stand Azaria selbst im Zeugenstand und sagte aus, dass er nur „eine Gefahr ausgeschaltet habe“ und um sein Leben gefürchtet habe.
Die Verteidigung benannte medizinische Experten als Zeugen zur Entlastung Azarias: Ein Pathologe bezeichnete die damalige Autopsie als amateurhaft und sah mangels sichtbarer Blutungen keinen Beweis dafür, dass al-Sharif noch gelebt habe, als Azaria auf ihn schoss. Ein Psychiater bescheinigte Azaria Schlafstörungen, die sein Handeln beeinflusst haben könnten. Derselbe Psychiater bescheinigte Azaria auch Lernbehinderungen, und dass er Schwierigkeiten gehabt habe, Unterlagen seiner Befragung zu lesen. Der Staatsanwalt entgegnete, dass Azaria aber auch einen Militärsanitätskurs mit 93 (von 100) Punkten abgeschlossen habe. Der Verteidigung war das gar nicht recht, und sie warf ein, dass der Staatsanwalt solche militärischen Details nicht zitieren dürfe.
Am 23. November hielten Anklage und Verteidigung ihre Schlussplädoyers. Am 4. Januar 2017 wurde Azaria wegen Totschlags und seinem Rang nicht angemessenen Verhaltens schuldig gesprochen. Die Richter verneinten, dass von al-Sharifi eine Gefahr ausgegangen sei und er nicht mehr gelebt habe, als Azaria auf ihn schoss. Während der Urteilsverkündung forderten vor dem Gebäude mehrere hundert Demonstranten die Freilassung des Angeklagten.
Wie in Israel üblich, erfolgte die Verkündigung der Strafe erst zu einem späteren Zeitpunkt. Am 21. Februar sprach das Gericht eine Strafe von 18 Monaten Haft und Degradierung aus. Die Anklage hatte zwischen drei und fünf Jahre gefordert.

### 2. Instanz
Sowohl die Anklage als auch die Verteidigung legten umgehend Berufung gegen das Urteil ein. Vertreten wurde Azaria durch den Rechtsanwalt Joram Scheftel, der 1993 den Freispruch für John Demjanjuk erwirkt hatte. Am 17. Juli 2017 wurde Azaria bis zur Berufungsverhandlung, die am 30. Juli 2017 vor dem militärischen Berufungsgericht, bestehend aus fünf Richtern, stattfand, in Hausarrest entlassen. Bei dieser wurden der Schuldspruch wegen Totschlags und das Strafausmaß vollinhaltlich bestätigt. Dafür stimmten drei der fünf Richter, wobei die zwei anderen der Meinung waren, Azaria hätte wegen Mordes angeklagt werden müssen. Rechte Politiker, darunter Benjamin Netanjahu, rieten daraufhin der Familie, keine weiteren Rechtsmittel vor dem Obersten Gerichtshof einzulegen und stattdessen eine Begnadigung anzustreben. Dafür benötigt es jedoch einer sichtbaren Reue, die Azaria nicht zeigte. Eine Begnadigung müsste beim Chef des Generalstabes beantragt und von diesem persönlich gewährt werden. Allerdings verlangte die Familie schon vorher das Ausmaß der Reduktion der Strafe zu erfahren. Zudem beleidigte der Verteidiger Scheftel bereits einen Tag nach dem Urteil General Eizenkot als „fetten Bürokraten in einem Kanalamt“, worauf dieser jegliche Verhandlungen mit der Familie ausschloss. Alternativ hätte die Begnadigung auch durch den Staatspräsidenten erfolgen können. Auf jeden Fall war ein Antritt der Haft am 9. August und eine gewisse Wartezeit im Militärgefängnis erforderlich.

### Haft
Elor Azaria trat am 9. August 2017 seine anderthalbjährige Haftstrafe in einem Militärgefängnis in der Nähe seines Wohnortes Ramla an. Am 27. September reduzierte Generalstabschef Eizenkot die Haftstrafe um vier Monate, obwohl sich der Oberste Militäranwalt wegen mangelnder Reue des Verurteilten gegen eine Reduzierung des Strafmaßes ausgesprochen hatte. Damit sank die vorgesehene Haftzeit auf 14 Monate. Am 19. März 2018 wurde ihm zudem ein Drittel der Haftzeit wegen guter Führung erlassen, womit die Freiheitsstrafe von ursprünglich 18 auf nur noch neun Monate gesunken war. Er wurde schließlich am 8. Mai 2018 aus der Haft entlassen, zwei Tage vor dem regulären Termin, um an der Hochzeit seines Bruders teilnehmen zu können.

## Reaktionen

### Israelische Reaktionen

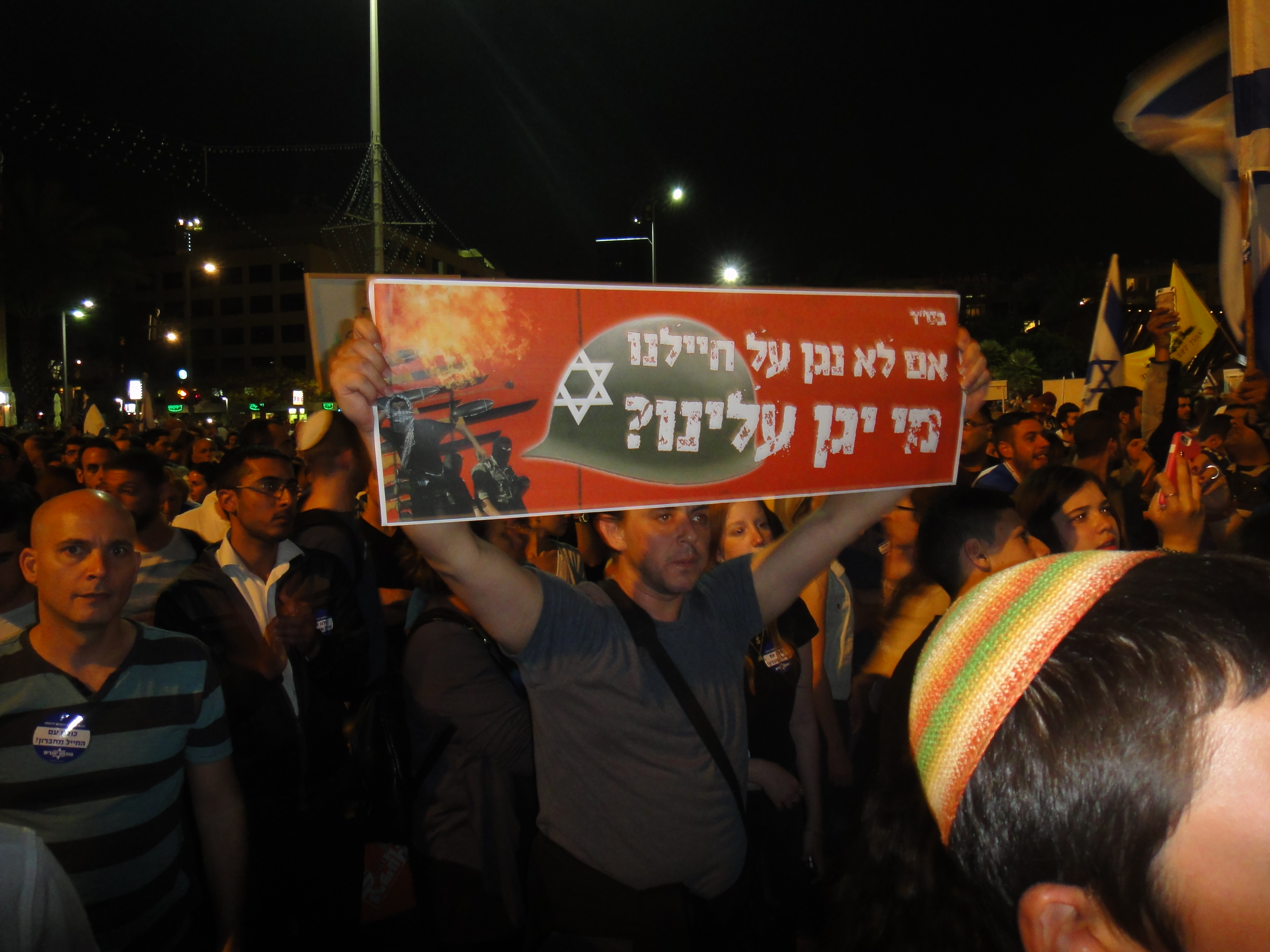
Demonstration für Azaria am Rabin-Platz in Tel Aviv

Der Leichnam Al-Sharifs wurde nach zwei Monaten zur Beerdigung freigegeben.
Schon während der Ermittlungen gab es politische Statements und Demonstrationen zur Unterstützung Azarias. Am 19. April 2016, dem Tag nach der Anklage, kamen 2000 Personen zu einer Kundgebung am Rabin-Platz in Tel Aviv. Der spätere Verteidigungsminister Avigdor Liebermann erschien demonstrativ zur ersten Anhörung bei der Vorverhandlung.
Die Vorwürfe, dass der damalige Verteidigungsminister Mosche Jaalon Azaria nicht entschiedener verteidigt hätte, waren der Beginn des Zerwürfnisses mit Premierminister Netanjahu, das Mitte Mai zum Rücktritt Jaalons führte.
Netanjahu hatte die Tat zwar sofort verurteilt, sich danach aber demonstrativ hinter den Soldaten gestellt und mit dessen Eltern telefoniert. Er überlegte sogar, die Familie in seine Residenz einzuladen.
Nach einer Umfrage des Israelischen Demokratie-Instituts vom August 2016 unterstützte eine Mehrheit von 65 Prozent der jüdischen Israelis das Vorgehen Azarias als Selbstverteidigung; unter rechtsorientierten Israelis waren es 83 Prozent. Die konservative Wochenzeitung Makor Rischon wählte Azaria zum „Mann des Jahres“ 2016.
Noch vor der Urteilsverkündigung trat Bildungsminister Naftali Bennett für eine Begnadigung des Schützen ein, sollte es zu einer Verurteilung kommen.
Die Unterstützer Azarias verwendeten die Parole „Azaria ist jedermanns Sohn“, und forderten, er dürfe nicht zum neuen Dreyfus werden. Am Tag vor dem Urteil trat Generalstabschef Gadi Eizenkot gegen diese Parole auf und betonte, dass ein 18-jähriger Soldat nicht „jedermanns Kind in Israel“ sei.
Das Urteil spaltete die israelische Gesellschaft. Während die einen eine Schwächung der Armee im Kampf gegen den Terror befürchteten, befürworteten die anderen die Betonung der moralischen Werte, die auch Soldaten einhalten müssten. Von rechten Aktivisten gab es in der Folge Drohungen gegen einzelne Richter in sozialen Netzwerken, die auch zu Festnahmen führten. Einige Richter und der Ankläger erhielten daraufhin Polizeischutz.
Noch am Abend nach dem Urteil sprach sich neben anderen auch Ministerpräsident Benjamin Netanjahu für eine Begnadigung Azarias aus.
Einige israelische Kommentatoren meinten, dass hier die falsche Person vor Gericht gestanden sei. Es sei die Verantwortung der Armeeführung, dass junge Soldaten in so einer sensiblen Zone in solchen Situationen eingesetzt würden.
Da das Urteil auch bestätigte, dass die militärischen Vorschriften für den Waffengebrauch missachtet wurden, sah die Armee keinen Grund, an diesen etwas zu ändern, da Missachtungen geahndet würden. Während die einen dies bezweifelten und den Ausgang des Falls nur darauf zurückführten, dass es so klare Videobeweise gegeben habe, fürchteten nun viele, sie bzw. ihre Söhne könnten in eine ähnliche Situation geraten. Sie wollten eine Garantie, dass es keine Anklagen mehr geben werde. Die Angst davor könne Soldaten daran hindern, einen Angreifer zu töten. Eine Umfrage in Israel zeigte, dass 47 Prozent der Bevölkerung dafür sind, „jeden Palästinenser, der eine Terrorattacke gegen Juden verübt, sofort zu erschießen“.
In den Videos war auch das Desinteresse der Rettungskräfte an den palästinensischen Verletzten deutlich ersichtlich. Elf Minuten kümmerten sich alle anwesenden Sanitäter nur um den leicht verletzten Soldaten. Dazu stellte der Generaldirektor von Magen David Adom (MDA) klar, dass dieses Verhalten nicht im Einklang mit den Regeln der Organisation sei. Auch verwundete Attentäter seien zu versorgen, allerdings sei eine Freigabe von Sprengstoffexperten abzuwarten. Die in Hebron operierenden Teams gehören zwar nicht mehr offiziell zu Magen David Adom, sondern zum ausgegliederten Rettungsdienst für Judäa und Samaria, der von den Siedlungen betrieben wird, werden aber vom MDA ausgebildet und verwenden noch immer deren Symbole und Schriftzüge. Vom am Zwischenfall beteiligten Rettungsfahrer Ofer Ohana hat man sich inzwischen getrennt.
Auf Einladung einer rechtsextremistischen Gruppierung kehrte Elor Azaria Anfang Juli 2018 erstmals nach seiner Haftentlassung nach Hebron zurück und wurde von den dortigen israelischen Siedlern als Held empfangen. Unter anderem besuchte er den Tatort.

### Internationale Reaktionen
Nach Bekanntwerden des Vorfalls durch die Verbreitung des Videos äußerte sich Christof Heyns, UN-Sonderbeauftragter für außergerichtliche und willkürliche Hinrichtungen, entrüstet über die Tötung des Palästinensers und erklärte, dass die Bilder „alle Anzeichen auf einen klaren Fall einer außergerichtlichen Hinrichtung“ aufwiesen. Er kritisierte zudem, dass sich offenbar keiner der umstehenden Soldaten von dem Vorfall beunruhigt zeigte und dass sich die Sanitäter nicht um den schwerverletzten Palästinenser kümmerten.
Nach der Strafbemessung durch das Militärgericht verurteilte das UN-Hochkommissariat für Menschenrechte das von ihm als zu milde beurteilte Strafmaß als „inakzeptabel“ angesichts der Tatsache, dass israelische Gerichte beispielsweise palästinensische Kinder für die deutlich geringere Straftat des Werfens von Steinen zu dreijährigen Haftstrafen verurteilt hätten.
Amnesty International begrüßte das Gerichtsurteil und forderte weitere Verfahren in ähnlichen Fällen. Dazu hatte die Organisation Israel bereits im September 2016 eine Liste mit 20 von ihnen untersuchten Fällen übergeben.

## Dokumentarfilm
- Korbinian Kalleder: Der Fall des Elor Azaria. 43 Minuten, Deutschland 2018, Erstausstrahlung in der Reihe Die Story des WDR Fernsehen am 10. Oktober 2018 (online abrufbar auf der Webseite des WDR)